# Патруль часу-2: Берлінське рішення
«Патруль часу-2: Берлінське рішення» (Timecop: The Berlin Decision) — американський науково-фантастичний кіберпанківський бойовик 2003 року режисера Стіва Боюма, знятий безпосередньо на відео. Фільм заснований на однойменному коміксі Майка Річардсона та Марка Верхайдена і є продовженням фільму «Поліцейський часу» 1994 року Фільм вийшов на «DVD» та «VHS» у США вереснем 2003 року. Це друга частина серії фільмів «Поліцейський часу»

## Про фільм
Раян Чанг — агент Комісії з нагляду за дотриманням часу, який розкриває змову корумпованого сенатора із метою змінити хід історії за допомогою технології подорожей у часі.
Подорожуючи різними часовими періодами, Чанг стикається з різними викликами і зустрічається зі своїм колишнім напарником Тревісом, який став негідником.

## Знімались
| Актор             | Роль               |
| ----------------- | ------------------ |
| Джейсон Скотт Лі  | Раян               |
| Томас Єн Гріффіт  | Брендон            |
| Мері Пейдж Келлер | Док                |
| Джон Бек          | О'Рурк             |
| Тава Смайлі       | Тайлер             |
| Джош Гаммонд      | Тревіс             |
| Кеннет Чой        | професор           |
| Тоші Тода         | японський дипломат |
| Алан Джон Баклі   | Охоронець          |